# Oedemerinae
Sous-famille
Les Oedemerinae sont une sous-famille d'insectes de l'ordre des coléoptères, de la famille des Oedemeridae.
Ce sont des insectes plutôt allongés au corps mou et souvent à éclat métallique. Les adultes se nourrissent généralement de fleurs mais les larves sont xylophages.

## Systématique
La sous-famille des Oedemerinae a été décrite par l'entomologiste français Pierre-André Latreille en 1810.

### Taxinomie
Liste des tribus et genres
- Tribu des Asclerini :
  - Alloxantha Seidlitz 1899
  - Chitona W. Schmidt 1844
  - Ischnomera Stephens 1832
  - Nacerdochroa Reitter 1893
  - Probosca W. Schmidt 1846
  - Xanthochroina Ganglbauer 1881
- Tribu des Ditylini'
  - Agasma
  - Ascleranoncodes
  - Chrysanthia
  - Diasclera
  - Diplectrus
  - Ditylus
  - Falsonerdanus
  - Heliocis
  - Nerdanus
  - Pseudonerdanus
  - Sisenes
- Tribu des Nacerdini
- Tribu des Oedemerini :
  - Oedemera Olivier 1789
- Tribu des Stenostomatini :
  - Stenostoma Latreille 1810

### Publication originale
- P.A. Latreille, Considérations générales sur l'ordre naturel des animaux composant les classes des crustacés, des arachnides, et des insectes : avec un tableau méthodique de leurs genres, disposés en familles, Paris, Schoell, 1810, 444 p.